# Фрод
Фрод (англ. fraud «мошенничество»), ранее телефонное мошенничество — вид мошенничества в области информационных технологий, в частности, несанкционированные действия и неправомерное пользование ресурсами и услугами, хищение чужого имущества или приобретение права на чужое имущество путём ввода, удаления, модификации информации или другого вмешательства в работу средств обработки или передачи данных информационно-телекоммуникационных сетей.

## Телефонные мошенничества с применением SMS, Internet
За 2005 год мировые сотовые операторы потеряли от сотового фрода около 25 млрд долларов. По данным Международной ассоциации сотовой телефонии (CTIA — Cellular Telecommunications Industry Association), ежегодные потери от «двойников» у операторов стандарта D-AMPS/AMPS во всем мире составляют около 1 млрд USD.
По данным Mummert+Partner, более 1,5 млн обладателей мобильных телефонов ежегодно отказываются оплачивать выставленные счета.

### SMS-фрод
Фрод используется для воровства средств с мобильных телефонов.
Фрод — это метод превышения лимита количества отправляемых SMS-запросов, обусловленный техническими возможностями платформы ОСС, приводящий к получению абонентом заказываемых услуг без фактической их оплаты.
Возможен вариант открытия платного сервиса со способом оплаты посредством SMS-сообщений. При этом технически возможно получение отрицательного баланса на SIM-карте с дебетным тарифным планом.
Для предотвращения этого вида мошенничества используется Фрод-порог, который обновляется для каждого номера 1 раз в 60 минут.

### ВариантыGSM-фрода
- При подписке на какой-то контент за условную плату клиенту в договор включают очень высокий тариф на отписку, а после делают всё возможное, чтобы клиент решил отписаться.
- Невозвраты по SIM-картам кредитных тарифных планов.
- Оформление SIM-карт на потерянные документы с тем, чтобы полученные SIM-карты с роумингом использовать за границей. При этом счета за разговоры местный оператор отсылает оператору, выпустившему SIM-карту, с некоторой задержкой, а пока платит за разговоры самостоятельно.
- откровенный обман, когда звонящий говорит, что, переводя небольшую сумму на его телефон, вы помогаете своему родственнику, попавшему в аварию или в другую затруднительную ситуацию.
- сотовый кэш-бокс[1].

### SMS-алармы
Термин SMS-аларм употреблялся владельцами WAP-сайтов для обозначения мошеннического приложения для мобильного телефона или смартфона, отсылающего SMS-сообщения на короткие номера. Существует мнение, что SMS-аларм появился в WAP-рутине в 2005 году у известного на то время wap-мошенника с ником «джокер», который и дал данному приложению название «SMS-аларм».Журнал «Хакер» на форумах Гласит легенда, что изначально приложение разработала компания Motorola для поиска утерянного телефона, но компании запретили реализацию данного проекта из-за его вирусной основы. Такие приложения часто распространяются под видом ICQ-клиентов, «последних» или улучшенных версий Opera Mini и других популярных java-приложений и игр — как правило, номер версий сильно завышен. Поскольку большинство мобильных телефонов выдаёт запрос перед отправкой Java-приложением SMS-сообщения, создатели SMS-алармов идут на различные хитрости, чтобы заставить пользователя нажать нужную клавишу в нужный момент, не успев среагировать на предупреждение на экране. Приложения для смартфонов (известны SMS-алармы для Symbian, Android) могут отправлять SMS без каких-либо предупреждений, а также автоматически загружаться в фоновом режиме, в результате чего списание денег происходит без видимой для абонента причины.

### Вредоносные телефонные приложения (с 2010-х)
Вредоносные приложения — телефонные приложения, написанные мошенниками для совершения противоправных действий.
Виды:
- Приложение предлагает пользователю ввести данные банковской карты, после чего эти данные становятся известны злоумышленникам[8];
- Приложение-троян устанавливает доступ к данным на телефоне, некоторые мошенники дополнительно могут применять звонки или представляться работодателем чтобы вынудить установить приложение[9][10],
- Приложение просит разрешения и проводит отправку платных SMS-сообщений или звонки[11];
- Приложение собирает информацию о местоположении устройства, его состоянию и хранилищам файлов[12];
- Приложение предустановлено на телефон, проводит самостоятельную загрузку, показывает рекламу[13].

Вредоносные приложения могут имитировать логотипом или названием легальное приложение.
Кроме того легальные банковские приложения уязвимы для мошенников. ЦБ выявил случай применения мошенником против юрлица дистанционного банковского обслуживания.

## Фрод и кредитные карты
Мошенничество с помощью кредитных карт (кардинг) включает в себя кражу данных карты в интернете (фишинг), копирование информации, содержащейся на магнитной полосе карты           (скимминг), а также мошенничество при оплате в условиях физического отсутствия карты.
Большинство банков публикуют списки фродоопасных стран на своём сайте. И, если клиент посещает такую страну, банк отслеживает операции с его пластиковой карточкой и предлагает перевыпустить её за счёт банка или клиента.
Фродом являются также и операции с поддельными картами. Подделываются кредитные карты так: берётся гибридная карточка (то есть карта, на которой представлены чип и магнитная полоса), копируются записи её магнитной полосы и переносятся на другую карточку только с магнитной полосой или на гибридную карточку с «кривым» чипом (например, сожжённым или неперсонализированным). Операции могут успешно выполняться как в режиме онлайн (в устройствах, читающих магнитную полосу), так и в режиме офлайн (подлимитные операции) или в режиме fallback (при невозможности считать чип устройство проводит операцию по магнитной полосе). Ответственность за такой фрод ложится на эмитента карточки или на эквайрера, если по правилам конкретной платёжной системы возможен перенос ответственности.